# Danza de la Huanca
La danza de la Huanca est une danse folklorique péruvienne de la petite ville de Huanca près de Chachapoyas.
Elle est d'origine coloniale, et représente les hidalgos espagnols ou les créoles qui les dansaient pour célébrer les victoires obtenues après des batailles, ou encore à d'autres occasions. Ces danses sont exécutées dans plusieurs régions de l'Amazonie lors d'activités agricoles, etc. C'est une sorte de rite païen d'action de gratitude envers les forces de la nature et de l'univers,.
Les costumes portés par la troupe de danseurs sont des uniformes qui se composent d'un pantalon en velours côtelé rouge, d'une veste bleue, d'une chemise blanche ou bleu clair, d'une cravate et d'une ceinture de laine, la musique est exécutée par un violoniste et d'un harpiste au sons des chimaychis.